# Јанко Вуковић-Подкапелски
Јанко Вуковић-Подкапелски (Језеране, 27. септембар 1871 — Пула, 1. новембар 1918) је био хрватски морнарички официр у аустроугарској морнарици и касније краткотрајно контраадмирал у морнарици Државе Словенаца, Хрвата и Срба.
Војну поморску академију завршио је у Ријеци, а као кадет на броду Фажана опловио је готово сва мора. Године 1915. унапређен је у капетана бојног брода и именован заповедником брода Бабенберга те крстарице Адмирал Шпаун. Након слома Аустроугарске, Народно веће Државе СХС га је унапредило у чин контраадмирала и поставило за заповедника флоте. Погинуо је у Пули када су италијански диверзанти потопили адмиралски брод СМС Вирибус Унитис, којег није желио напустити.